# Aeroportul Internațional Yasser Arafat
Aeroportul Internațional Yasser Arafat (Arabă: مطار ياسر عرفات الدولي), fostul Aeroport Internațional din Gaza, este situat în Fâșia Gaza, în Rafah, aproape de frontiera egipteană.
Aceasta este deținut și a fost operat de către Autoritatea Palestiniană, pentru a servi ca aeroport pentru Teritoriile Palestiniene. Aeroportul era capabil să se ocupe de 700.000 de pasageri pe an și funcționa 24 de ore pe zi și 364 de zile pe an (fiind închis de Yom Kippur). Aeroportul a fost deschis în 1998, dar este închis din 2001, după ce a fost grav afectat de atacurile forțelor militare israeliene.

## Istoria
Aeroportul a fost construit cu fonduri de la Japonia, Egipt, Arabia Saudită, Spania, Germania și proiectat de arhitecți marocani (modelat după Casablanca aeroport) și ingineri din Maroc, a fost finanțat de către regele Hassan II. A fost deschis, la 24 noiembrie 1998; printre participanții la ceremonia de deschidere au fost și Yasser Arafat și Președintele SUA Bill Clinton. În acel moment, deschiderea aeroportului a fost descrisă ca fiind o dovadă a progresului spre statalității palestiniene. Aeroportul a fost înfrățit cu Mohammed V International Airport, din Casablanca, Maroc.
Stația radar și turnul de control au fost distruse de către aeronavele forțelor de apărare ale Israelului în 2001, după începerea celei de-a intifadă Al-Aqsa. Buldozerele au distrus pista în ianuarie 2002. Atacul Israelian asupra aeroportului a fost motivată de israelieni că nu au putut controla ce transporta Autoritatea Palestiniană în afara Fâșiei Gaza, cum ar fi arme, și de a pedepsi Guverul lui Arafat pentru sprijinul acordat terorismului.
Cel mai aproape de aeroport în zonă este Aeroportul International El Arish din Egipt.

## Pistele
Aeroportul are o pista de 3080 m lungime și 60 m lățime, dar acesta nu mai este operațional din cauza pagubelor din nordul și centrul pistei. Unele dintre pistele de rulare sunt deteriorate, dar platforma nu a suferit daune grave.

## Clădirile si Terminalul

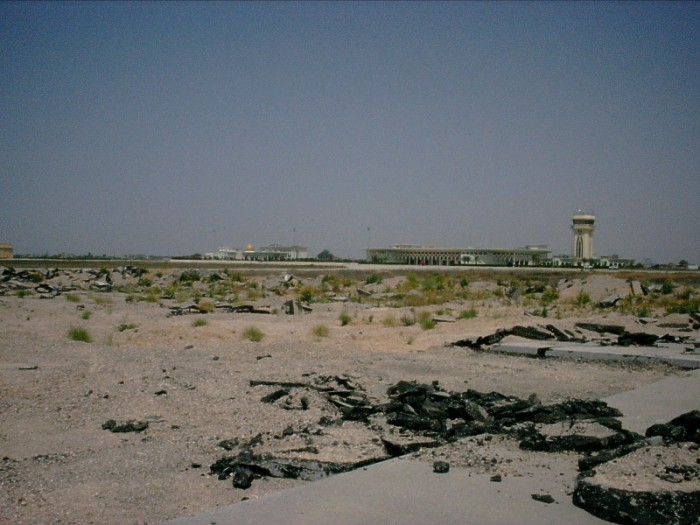
Aeroportul Internațional Yasser Arafat

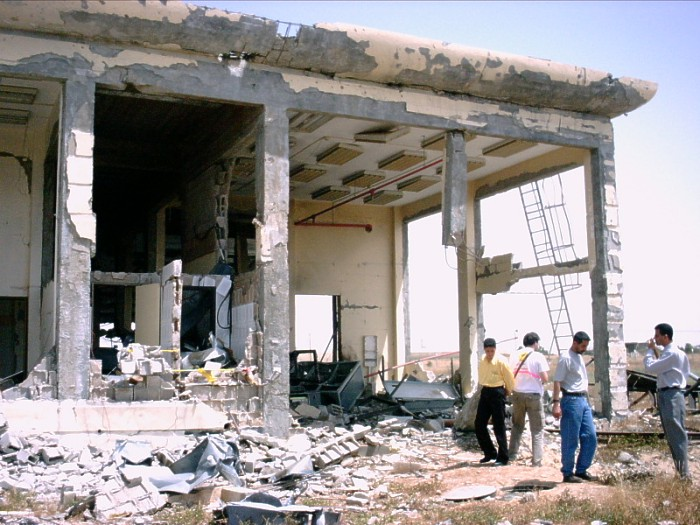
Aeroportul Internațional Yasser Arafat

Principalul terminal este format din două clădiri de 4000 metru pătrați concepute după un dizain arab-islamic și decorat cu țiglă marocană și vitralii în forme de arcuri. Turnul de control este lângă pistă și platformă. 
Aeroportul avea un număr total de 400 de angajați. 
Nu exista o platformă de debarcare pentru pasageri, scările erau duse pe pistă pentru a debarca pasageri.
Facilitățile terminalelor includeau: 
- Foaier Vip
- Spațiul pentru bagaje
- Vama și serviciul de imigrare
- 2 restaurante
- Serviciul medical
- Clinică de Prim Ajutor
- Bancă
- Poștă
- Agenție de Turism
- Oficiul de Securitate

Mai există alte 19 cladiri de la aeroport, inclusiv: 
- Stații de combustibil - palestinian Petroleum Corporation
- Aeronavele Hangars
- ATS Comunicare Tower - distruse
- Serviciul de transport de pasageri
- Terminalele de bagaje si încărcături
- Operatiunile Aeriene (Ground Services)
- Echipajele de salvare si pompieri
- Parcarea
- Atelierul de întreținere
- 28 Metri ATC watchtower

## Linii aeriene
O listă a companiilor aeriene care operau odată pe aeroport:
- EgyptAir
- Palestinian Airlines
- Royal Air Maroc
- Royal Jordanian
- Royal Wings
- Rusavia
- Tarom

## Controlul traficului aerian
Controlul traficului aerian de pe aeroportul a fost asumat de către palestinieni, de Autoritatea Aviației Civile, dar traficul către și de la aeroport a fost sub controlul și jurisdicția Israelului.